# Microtus mexicanus
Microtus mexicanus es una especie de roedor de la familia Cricetidae.

## Distribución geográfica
Se encuentra en México y los Estados Unidos.